# Ormar och stegar

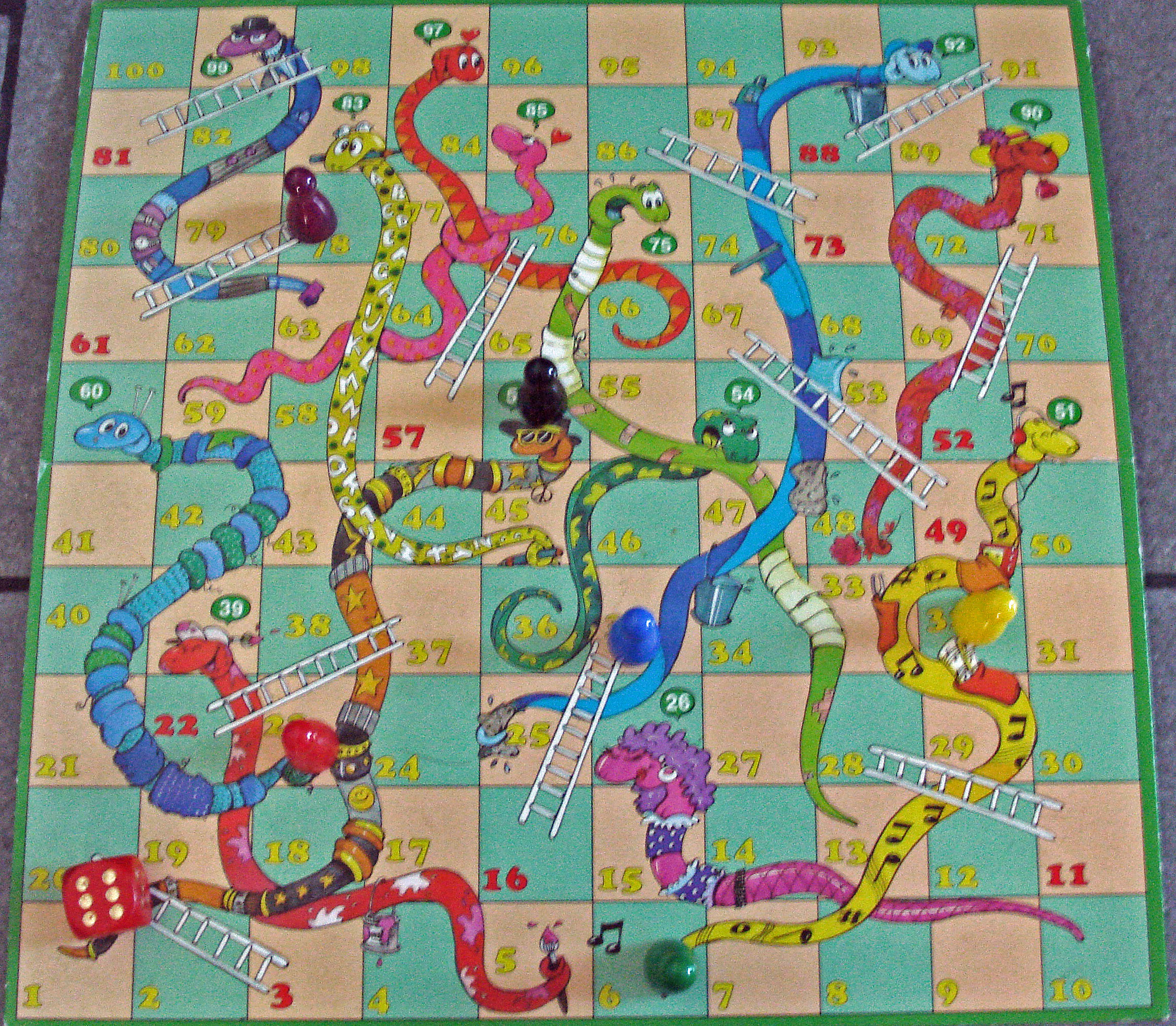
Spelbräde med pjäser och tärning till Ormar och stegar.

Ormar och stegar, även kallat sahap, är ett brädspel där deltagarna, styrda av kast med en tärning, flyttar varsin spelpjäs på ett spelbräde med vanligtvis 10 x 10 rutor, numrerade 1–100. Tvärs över rutorna är avbildade ett antal ormar och stegar. Om en spelares pjäs hamnar på ett ormhuvud, ska pjäsen flyttas tillbaka till ormens svanstipp. En pjäs som hamnar på en ruta med nederdelen av en stege får flyttas upp till stegens topp.
Den spelare som med ett exakt tärningsslag först kommer till ruta 100 är vinnare. Spelet saknar skicklighetsmoment och är därför ett populärt spel även bland de minsta barnen.
Spelet har sitt ursprung i det indiska spelet moksha patamu, som användes som ett medel för religiös fostran: ormarna representerar de onda gärningarna och stegarna de goda. Spelet kom till västvärlden via Storbritannien omkring 1890. På spelbräden från tiden kring förra sekelskiftet kan man se exempel på illustrationer och beledsagande texter som visar på hur laster och dygder straffas respektive belönas, symboliserat av förflyttningarna längs ormarna och stegarna.